# 송산동 (고양시)
송산동(松山洞)은 경기도 고양시 일산서구의 폐지된 행정동으로, 덕이동, 가좌동, 구산동 등 3개의 법정동을 관할하였다.
고양시의 서북쪽 끝에 있으며, 동쪽으로는 일산1동, 탄현동과, 서쪽으로는 한강을 경계로 김포시와, 남쪽으로는 송포동, 대화동과, 북쪽으로는 파주시와 접하였다.
일산서구에서 가장 면적이 넓고 인구가 많은 동이기 때문에, 2021년을 마지막으로 송산동을 폐지하고 2개 동(덕이동, 가좌동)으로 분리했다. 기존 송산동행정복지센터 청사는 덕이동행정복지센터로 변경됐다.

## 지명
1914년 4월 1일의 부군면 통폐합 전에는 고양군 송산면(松山面)이었고, 동의 이름은 송산면에서 따왔다. 송산동과 인근에는 소나무와 관련된 지명들이 남아 있다. 먼저 덕이동에는 고양시를 상징하는 송포(松浦) 백송이 있고, 가좌동에는 음송 마을이 있다. 송산이란 이름은 조선 중기 이전부터 사용된 이름으로 이 지역에 소나무가 많아 붙여진 것으로 보인다.

## 법정동
- 덕이동(德耳洞)

덕이동은 송산동의 가장 동쪽에 있는 법정동으로, 일산가구단지와 최근에 만들어진 '일산 로데오거리'가 있다. 가구단지는 1990년대 초부터 급격히 성장하였고, 로데오거리는 1990년대 후반부터 커졌다. 경의선 철도의 서쪽인 덕이동은 1990년대에는 개발에서 소외된 교외 지역이었으며, 2000년대 초에 파주시에 운정신도시가 개발되면서 일산신도시와 운정신도시 사이에 있는 이 곳에 고층 아파트가 들어서기 시작했다. 마을로는 경의대로, 송산로, 덕이로 등의 도로가 지나며, 도로 양편으로는 상가들이 들어서고 있다.
- 가좌동(加佐洞)

가좌동은 덕이동의 서쪽으로, 오랫동안 농촌 마을로 남아 있다가 근래에 들어서 가좌마을과 같은 대규모의 고층 아파트가 지어지고 있다. 작은 산을 깎아 만든 이 아파트들의 뒤에는 산이 있고 앞으로는 논이 펼쳐져 있어 주거환경이 우수한 곳이다.
- 구산동(九山洞)

구산동은 한강과 심학산 방향에 있는 한강 가의 마을이다. 넓은 평야 지대에 위치하여 거그뫼 마을을 제외하고는 산을 볼 수 없다. 거그뫼 마을, 노루뫼 마을, 장월 마을 등이 있다. 동의 서쪽으로는 한강이 지나고, 동의 한 가운데를 남동쪽에서 북서쪽으로 가로질러 북류(北流)하는 장월평천이 있다.

## 교육
- 송포초등학교
- 덕이초등학교
- 가좌초등학교
- 백송초등학교
- 고양송산중학교
- 덕이중학교
- 백송고등학교
- 고양예술고등학교
- 덕이고등학교
- 가좌고등학교